# Петрашев, Иван Павлович
Ива́н Па́влович Петрашев (5 декабря 1913, с. Коровино, Воронежская губерния — 10 июня 1991, Белгород) — командир орудия 1844-го истребительно-противотанкового артиллерийского полка 30-й отдельной истребительно-противотанковой артиллерийской бригады 7-й гвардейской армии Степного фронта, красноармеец, Герой Советского Союза.

## Биография
Родился 5 декабря 1913 года в семье крестьянина. Русский. Окончил начальную школу. С 1930 года работал в колхозе, а с 1937 года — на Новоивановской мельнице в Волоконовском районе.
В Красной Армии с июля 1941 года. В декабре 1941 года попал в плен к гитлеровцам, откуда бежал в июле 1942 года. В феврале 1943 года вновь направлен на фронт.
Участвовал в боях на Курской дуге в должности командира орудия. Орудийный расчёт И. П. Петрашева за первый день Курской битвы, 5 июля 1943 года, уничтожил три вражеских танка. Освобождал города Белгород, Харьков, Полтаву.
Особо отличился красноармеец Иван Петрашев в боях на Днепропетровщине, при форсировании реки Днепр. В ночь на 29 сентября 1943 года в районе села Бородаевка Верхнеднепровского района Днепропетровской области И. П. Петрашев со своим орудийным расчётом одним из первых переправил орудие через Днепр и огнём обеспечивал наступление, двигаясь в боевых порядках пехоты.
У села Погребное орудийный расчёт Ивана Петрашева оказался без прикрытия пехоты и вступил в неравный бой с противником. Воины-артиллеристы в течение четырёх часов стойко сдерживали натиск врага. Пять раз переходили гитлеровцы в контратаки под прикрытием танков, пытаясь захватить обороняемый артиллеристами рубеж, но так и не добились успеха, понеся значительные потери.
Указом Президиума Верховного Совета СССР от 26 октября 1943 года за образцовое выполнение боевых заданий командования на фронте борьбы с немецко-фашистскими захватчиками и проявленные при этом мужество и героизм красноармейцу Петрашеву Ивану Павловичу присвоено звание Героя Советского Союза с вручением ордена Ленина и медали «Золотая Звезда» под номером 1399.
После войны И. П. Петрашев демобилизован. Вернувшись в родное село Коровино, работал председателем Староивановского сельпо, командиром охраны, мотористом на Бибиковском хлебоприёмном пункте. Затем переехал в город Белгород. Скончался 10 июня 1991 года. Похоронен в Белгороде на городском кладбище.